# 石佛寺 (成都)
石佛寺位於四川省成都市郫都区郫筒街道長樂村10組，文物遺址年代判定為明。2012年7月16日公佈為第八批四川省文物保護單位。

## 簡介
據民國《郫縣誌》卷二載：“石佛寺，縣西八里。元時建，有石佛一尊。清時修繕。”該寺坐北朝南，現存建築有一殿、大殿、兩側廂房與觀音殿。一殿面闊三間11.05公尺，進深6公尺，通高6.51公尺，懸山式屋頂，抬梁、穿逗混合式梁架。二殿已毀。大殿面闊三間13.36公尺，進深11.9公尺，通高8.65公尺，為抬梁、穿逗混合式梁架。大殿壁上裝飾有觀音像、佛教題材故事等壁畫，柱樑枋上均有彩繪圖案。大殿兩側廂房面闊三間共13.2公尺，進深8.4公尺，通高6.5公尺。觀音殿面闊五間共20.21公尺，進深11.8公尺，通高8.94公尺，為小青瓦歇山式屋頂，簷下裝飾有雀替、撐弓、雲墩、卷蓬等，雕刻精美。石佛寺佈局基本完整，壁畫精美，為研究明代時期該區域的建築形制及風格提供了寶貴的實物資料，具有極高的歷史、科學、藝術價值。